# 33397 Prathiknaidu
1999 CG57 (asteroide 33397) é um asteroide da cintura principal. Possui uma excentricidade de 0.06099660 e uma inclinação de 6.86771º.
Este asteroide foi descoberto no dia 10 de fevereiro de 1999 por LINEAR em Socorro.